# Lengua muerta
Una lengua extinta o lengua muerta es aquella que ya no posee ningún hablante nativo, incluso si sigue siendo usada en ciertos ámbitos (liturgias, nombres científicos, etc.).

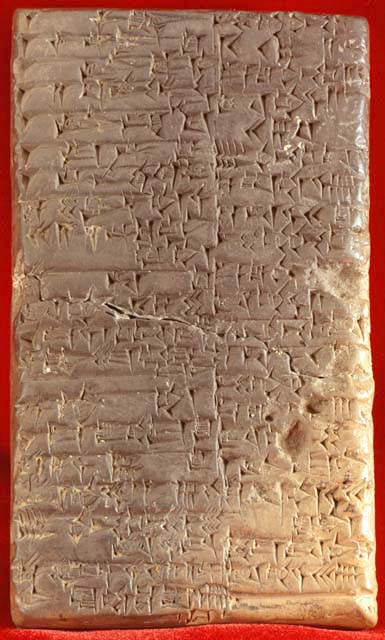
La escritura cuneiforme fue usada para representar diversas lenguas, como el sumerio, acadio, el hitita o el elamita que actualmente son lenguas muertas.

Algunas lenguas muertas continúan en ciertos usos, como segunda lengua, lengua clásica o lengua litúrgica, aunque ya no sea adquirida por nadie como lengua materna. Aún en esos casos, la lengua no sigue el camino normal de evolución y desarrollo que ocurren a lo largo del tiempo en las lenguas vivas.
El término extinción lingüística se reserva generalmente para describir el proceso de sustitución lingüística por el cual una lengua puede llegar a perder todos sus hablantes.

## Causas de la desaparición de las lenguas
Existen muchas causas por las que una lengua puede desaparecer. Existen tres procesos principales por los cuales una lengua muere: 
- la sustitución lingüística o cambio de lengua;
- la evolución lingüística o cambio lingüístico;
- la desaparición de los hablantes por violencia, guerras o epidemias, que históricamente se han dado con mucha menos frecuencia que los anteriores.

### Sustitución lingüística
El cambio de lengua históricamente ha respondido a las siguientes causas, causas que no tienen por qué ser excluyentes:
- Violencia. Guerras, invasiones y colonizaciones pueden hacer desaparecer físicamente a los hablantes de una lengua o cambiarla por otra, con lo que la lengua desaparece con ellos. Es el caso de las lenguas de Tasmania o algunas de las lenguas nativas americanas, sobre todo en América del Norte. Se puede considerar en este grupo a las violentas políticas de desarraigo seguidas por gobiernos de varios países contra aborígenes y minorías nacionales, como los casos de excolonias británicas como Australia o Canadá hasta los años 1960, o Turquía hasta los años 1980. A veces se habla de «glotofagia» en estos casos.
- Políticas lingüísticas restrictivas. Cuando los estados o sus gobiernos establecen normas para la asimilación obligatoria (e incluso forzada) de las minorías étnico-culturales a la cultura mayoritaria u oficial del estado, especialmente en lo relativo al idioma oficial, limitando severamente el uso de sus lenguas propias. El caso insigne de esta práctica es la política lingüística de Francia, adoptada desde los tiempos de la monarquía y reforzada tras la Revolución Francesa, y que influyó en varios países en el marco de la construcción nacional de ellos. En algunos casos se combinó con políticas violentas de asimilación.
- Desastres naturales y enfermedades. Desastres naturales como el tsunami vivido recientemente en Indonesia, pueden hacer desaparecer físicamente a una población o dejarla en tal estado que sus hablantes tengan que refugiarse en otra cultura, adoptando su lengua y costumbres. En el caso de las enfermedades, los investigadores modernos deben tener mucho cuidado en sus contactos con pueblos remotos, puesto que la transmisión de una enfermedad trivial puede resultar fatal. Esto afecta sobremanera a lenguas habladas por pequeños grupos, por ejemplo, es bien conocido que el idioma arauá desapareció en 1877 a causa de una epidemia de sarampión.
- Presión económica. En este caso la desaparición se produce porque los hablantes consideran que sus hijos tendrán un mejor futuro si aprenden una determinada lengua. En dos generaciones la lengua original estará en peligro de desaparición. Es el caso de la presión del inglés sobre muchas lenguas, incluyendo algunas lenguas nacionales como el danés[3] o el noruego,[4] que, en este caso concreto y de momento, no están en peligro. En el pasado algunas actividades económicas tuvieron un efecto desastroso sobre los pueblos indígenas así la fiebre del caucho (1879-1945) que diezmó a numerosos pueblos amazónicos especialmente en el norte de Perú (záparo, peba-yagua y bora-witoto).
- Prestigio cultural. Este mecanismo a menudo está relacionado con el anterior, puesto que el prestigio cultural a menudo proviene de la riqueza material. Es uno de los mecanismos más importantes para la desaparición de lenguas pequeñas. En cuanto una lengua extranjera obtiene prestigio y la élite cultural o económica comienza a usarla, pasará poco tiempo hasta que este aprendizaje se desplace hacia la periferia tanto geográfica como cultural y los niños dejen de aprender lengua propia a favor de la externa. Varias de las lenguas desplazadas por la romanización habrían experimentado un proceso de este tipo e igualmente el antiguo elamita substituido por las lenguas iranias.
- Cambio voluntario. Es relativamente infrecuente, pero existen casos documentados en los que una población ha decidido voluntariamente y por asamblea cambiar a otra lengua.[5] En algún momento entre el siglo xviii y xix la etnia norperuana de los icahuates decidió migrar al sur y se integró junto con los muniches siendo absorbido por estos.
- Matrimonios mixtos. Históricamente las minorías étnicas y lingüísticas, que han practicado el matrimonio mixto con personas de otras lenguas más ampliamente difundidas, tienen hijos con un conocimiento pobre o deficiente de la lengua más minoritaria. En Brasil muchos grupos étnicos muy diezmados en el siglo xx practicaron el matrimonio mixto dejando las lenguas indígenas en favor del portugués. E igualmente en localidades donde migraron diferentes etnias minoritarias, la lengua nacional o lengua regional más difundida frecuentemente acaba desplazando a las lenguas minoritarias.
- Motivos políticos. O inmersión lingüística, realizado por regímenes nacionalistas excluyentes sobre minorías, e incluso mayorías de una población, con fines únicamente políticos e ideológicos, utilizando la lengua a imponer como característica o reseña "nacional", frente a la otra lengua a anular.

### Evolución lingüística
Otras veces una lengua no desaparece simplemente, sino que sufre una serie de cambios lingüísticos que afectan tanto a su fonología como a su gramática de tal manera que la lengua formal reflejada en los escritos difiere de la lengua hablada. Con el tiempo los nuevos hablantes que no han recibido entrenamiento formal en los textos más antiguos de la lengua no son capaces de entenderla y entonces se dice que la lengua reflejada en el escrito es una lengua muerta diferente de la lengua hablada sobre la cual los hablantes nativos tienen intuiciones sobre sus estructuras sin necesidad de haberlas estudiado formalmente. Este caso ha sido muy frecuente en la historia y es el modo en que el latín, el chino clásico, el sánscrito, el egipcio clásico se convirtieron en lenguas muertas; todos ellos evolucionaron dando lugar a lenguas diferentes.

### La crisis moderna
Se estima que una lengua humana muere cada dos semanas con su último hablante. Los científicos estiman que hay unas 6000 lenguas vivas en el mundo, de las que se cree que aproximadamente el 90 % desaparecerá en los próximos dos o tres siglos. Solo en Norteamérica han desaparecido en las últimas décadas más de 50 lenguas nativas. En la Amazonía peruana a principios de siglo xviii existían alrededor de 150 lenguas, de las que actualmente sobrevive apenas una tercera parte.
Obviamente, los efectos sociológicos de los procesos económicos que han reducido el aislamiento de comunidades remotas y han forzado a millones de personas a dejar sus pequeñas comunidades locales para emigrar a grandes ciudades han contribuido poderosamente al abandono o declive de lenguas de ámbito local en favor de otras de más amplia difusión, a una escala sin precedentes en la historia de la Humanidad.
Se considera que la supervivencia de una lengua está amenazada cuando los niños ya no la aprenden como lengua materna. Es decir, cuando los padres transmiten a sus hijos una lengua diferente de su propia lengua nativa. En esos casos demográficamente al envejecer y morir las generaciones que conocen la lengua, el número de hablantes de esta se reduce drásticamente.
Movimientos recientes tienden a la conservación de este patrimonio, bien intentando la restitución, bien fijando el contenido lingüístico. Sin embargo, la documentación de la variedad lingüística por sí misma es incapaz de detener los procesos socioeconómicos que conducen al abandono o declive de las lenguas amenazadas.

### Conocimiento de las lenguas muertas
Para las lenguas de las que no quedan hablantes vivos, el análisis de documentos antiguos suele ser la única posibilidad de reconstrucción que tienen los lingüistas. Para las lenguas amenazadas en vías de desaparición, las que tienen muy pocos hablantes suelen llamarse microlenguas, o con mucha documentación escrita, el esfuerzo se centra en la creación de diccionarios, gramáticas y grabaciones sonoras para conservar la mayor cantidad posible de información. El mayor problema lo representa la falta de dinero y personal capaz, la tarea desborda cualquier intento que se ha realizado hasta la fecha. Además la mayor parte del trabajo lingüístico nuevo se elabora normalmente sobre la base de lenguas vivas, por lo que es discutible hasta cierto punto el valor de uso científico de los materiales sobre lenguas ya desaparecidas.
Por otra parte, es dudoso que una gramática pueda recoger todos los detalles relevantes de una lengua, que por otro lado un hablante nativo sí conoce de manera intuitiva. Así la literatura científica muestra trabajos sobre gramaticalidad de oraciones de lenguas muy difundidas (inglés o español) que habían pasado inadvertidos para las gramáticas estándar de la lengua. En ese sentido, Noam Chomsky llegó a decir que resulta totalmente imposible escribir una gramática que dé cuenta de absolutamente todos los detalles del inglés, y que aunque fuera posible esa gramática sería tan extensa y tan prolija que no sería interesante. Para Chomsky y gran parte del generativismo el objeto de estudio de la lingüística son las i-lenguas o conocimiento tácito mental que un hablante tiene de su lengua, no los textos o manifestaciones de la misma (e-lenguas), en la que frecuentemente se basan las gramáticas.

## Lenguas amenazadas
Una lengua amenazada es una lengua para la que se identifican factores que dejan entrever la posibilidad de que la lengua se convierta en una lengua muerta a medio plazo. Usualmente el factor principal que se considera para considerar a una lengua amenazada es que los hijos de hablantes nativos estén adquiriendo como lengua materna otra lengua más ampliamente difundida o que pasada la infancia dejen de usar su lengua materna en favor de otras lenguas de uso más general.
Por otra parte existen evidencias lingüísticas de que una lengua que está perdiendo número de hablantes y ve su uso cada vez más restringido, hasta ser usada solo en un ámbito estrictamente familiar pierde algunas de sus estructuras lingüísticas más complejas. Se han observado tanto la pérdida de las áreas menos productivas de la gramática, como la substitución de las estructuras nativas por estructuras de las lenguas en favor de las cuales se está perdiendo la lengua amenazada. En un estadio avanzado de extinción, las lengua amenazadas son habladas solo por ancianos que hablan la lengua con razonable fluencia, y generaciones más jóvenes que solo son semihablantes que tienen una fluencia muy limitada o solo una comprensión pasiva de la lengua.
La UNESCO posee un Atlas Interactivo UNESCO de las Lenguas en Peligro en el Mundo que proporciona información sobre la ubicación y situación de las lenguas amenazadas. También es de utilidad el Libro Rojo de las Lenguas Amenazadas de Tapani Salminen y también publicado por la UNESCO.

## Reversión y supervivencia de lenguas
Por lo menos existe un caso, el hebreo, en el que una lengua muerta ha sido «revivida» para su uso diario. El hebreo había sido suplantado ya en la antigüedad por el arameo, aunque se había conservado como lengua litúrgica y era empleado en el siglo xix por los movimientos sionistas. La decisión de dar al estado de Israel una lengua «neutral» como lengua oficial, es lo que ha dado el impulso para revivir el idioma. Naturalmente la lengua ha tenido que modificarse y se han creado un gran número de neologismos para adaptarla al uso moderno.
Otros casos, como el córnico, no están claros, ya que no reciben el apoyo de estamentos políticos como lenguas oficiales y el número de hablantes es más bien modesto.
En cuanto a lenguas en peligro, se han realizado diversos intentos de preservar lenguas menores, con mayor o menor éxito.
Un ejemplo exitoso es el finlandés en Finlandia, que fue instaurado y promocionado como lengua oficial por el gobierno tras la independencia. La lengua estaba amenazada por el prestigio del sueco, que actualmente también es lengua oficial del país. Éxitos menores son el vasco y el irlandés, que en el 2004 contaban con más hablantes que en 1954, aunque su futuro no está asegurado. En ambos casos se ha decretado la cooficialidad de las lenguas (el irlandés incluso es oficial en la Unión Europea) y se ha promovido la escolarización pública no universitaria.
Lenguas en las que las medidas no parecen haber tenido éxito son el bretón y el occitano. El gobierno francés no ha reconocido oficialmente estas lenguas. Su presencia en los medios de comunicación es anecdótica, y las escuelas maternales monolingües (Calandretas para el occitano y Diwan para el bretón) son iniciativas privadas de carácter marginal (menos de un 2 % de los alumnos asisten a estas escuelas). Se cree que las lenguas desaparecerán en una generación.
Los ejemplos se han tomado de lenguas europeas, cuyos hablantes poseen los medios materiales para defender sus lenguas maternas. En el caso de lenguas en países pobres, o cuyos hablantes son marginados, la conservación se complica mucho. Simplemente no se dispone del dinero necesario para ofrecer las mismas posibilidades que tienen los hablantes de lenguas prestigiosas: escolarización, televisión, periódicos, libros, Internet, trabajo, etc.

## Lista de lenguas muertas y moribundas
Algunas de las lenguas muertas más importantes se listan a continuación.
| Período            | Lenguas muertas |
| ------------------ | --- |
| Edad Antigua       | Osco (290 a. C.), Pali (circa siglo VI) latín (circa siglo vii), griego antiguo (c. siglo iii), íbero (c. s. i), celtibérico (c. s. i), etrusco (c. s. i), hitita (c. s. xi a. C.), egipcio clásico (c. s. vii a. C.), huno (c. s. vi y V d. C.), acadio (c.s. iii a. C.), galo (vi d. C.), Nórdico antiguo (XIV d. C.) |
| Edad Media         | Idioma gótico (c. s. ix), mozárabe (c. s. xii), tocario (c. s. x), picto (c. s. ix), |
| Edad Moderna       | Guanche (s. xvi), arameo medio (c. s. xiii), copto (c. s. xv), antiguo prusiano (c. s. xviii), polabo (c. s. xviii), córnico (la última hablante, Dolly Pentreath, murió en 1777). |
| Edad Contemporánea | Dálmata (el último hablante: Antonio Udina, murió en 1898), manés (el último hablante, Ned Maddrell, murió en 1977), ubijé (el último hablante, Tevfik Esenç, murió en 1992), livonio (la última hablante: Grizelda Kristiņa, murió en 2013), yagán (la última hablante: Cristina Calderón, murió en 2022)              |

### Lenguas muertas «clásicas»
El latín, el griego clásico y el sánscrito son lenguas que se consideran habitualmente lenguas muertas. Sin embargo, hay también quien argumenta que no lo son si se tiene en cuenta que determinadas ciencias todavía utilizan una gran cantidad de su léxico y que existen todavía muchas personas que son capaces de hablarlas como segunda lengua, aunque es totalmente dudoso que existan hablantes con la misma intuición para juzgar la gramaticalidad de ciertas expresiones.

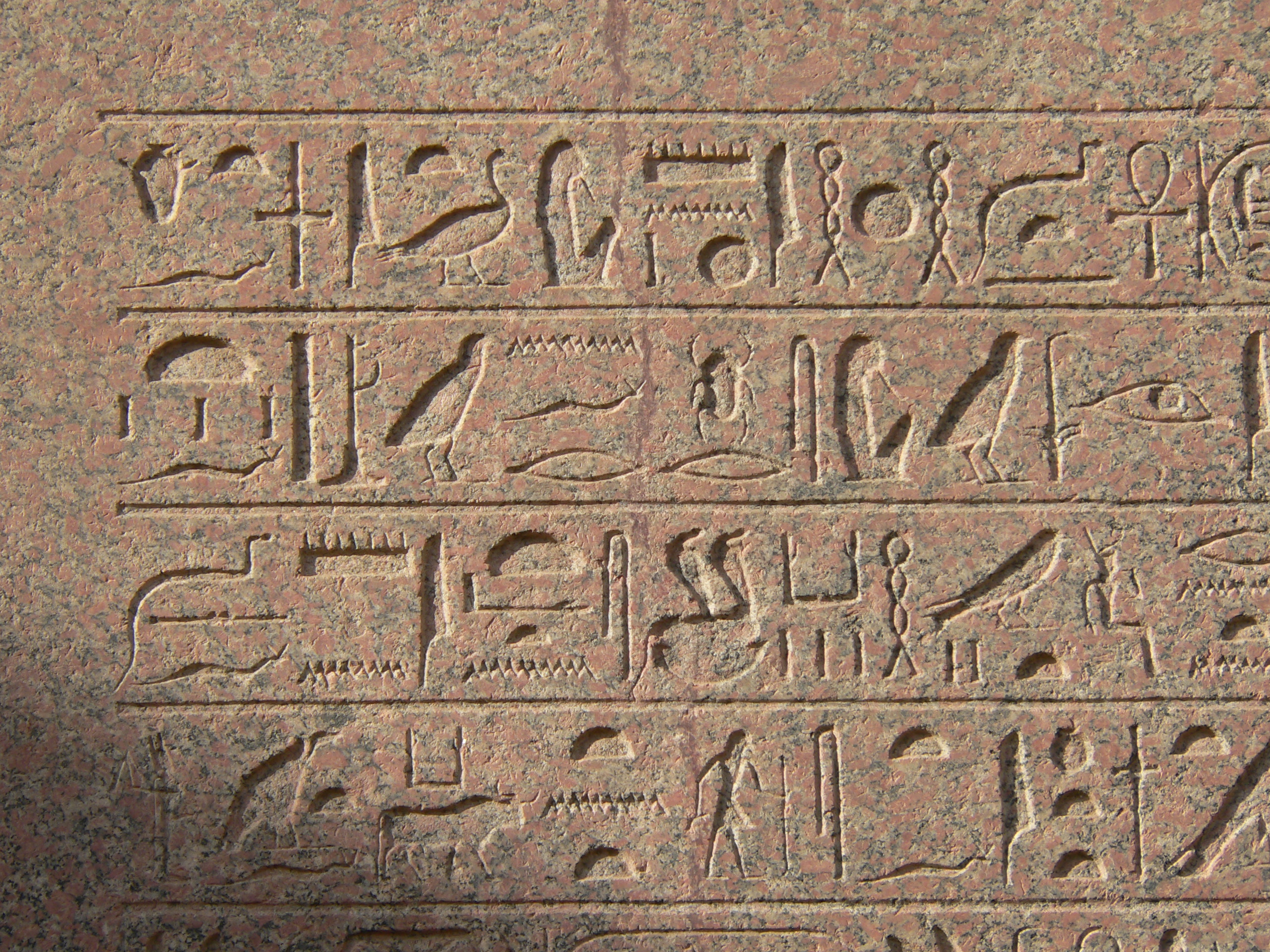
Jeroglíficos egipcios de Karnak.

Por ejemplo, el latín es la lengua oficial de la Iglesia católica. Según un artículo de Pierre Georges en su crónica de Le Monde, el latín se habría enriquecido con unas 60.000 palabras y locuciones nuevas en los últimos siglos. Como ejemplos nombra vis atomica para «poder nuclear», res inexplicata volans para «ovni», etc. El latín continuó en uso en textos científicos y filosóficos mucho tiempo después de su muerte, costumbre que se mantuvo por lo menos hasta el siglo xix.
Según Paul Valéry, no fue hasta después de la Primera Guerra Mundial que el conocimiento del griego clásico dejó de ser habitual en Francia en personas formadas. En su juventud no era nada extraño ver a un hombre instruido leer a Tucídides en el texto original.
Este tipo de «vida» es posible para un pequeño número de lenguas que están asociadas a una cultura con el suficiente prestigio y que permita el mantenimiento de la lengua para el uso científico, legal o eclesiástico. Por sus usos litúrgicos se han conservado por ejemplo el eslavónico, el avéstico, el copto, el sánscrito, el ge'ez, etc.
Determinadas organizaciones emplean lenguas muertas o raras para ayudar a producir un cierto ambiente o dar prestigio. Un ejemplo de este uso es la Wikipedia: existen versiones en sánscrito, latín, anglosajón y gótico.

### Lenguas amerindias en peligro de extinción
Numerosas lenguas americanas indígenas han desaparecido desde el siglo xvi, pero la tendencia se ha acelerado alarmantemente en el siglo xx. Prácticamente no hay país de América en el que no haya lenguas indígenas amenazadas.
| País           | Lenguas amenazadas |
| -------------- | --- |
| Argentina      | chaná, vilela. |
| Bolivia        | baure, itonama, leco, pacahuara, reyesano, uru. |
| Brasil         | amanayé, anambé, apiacá, aripakú, aruá, arutani, creole cafundo, guató, himarimã, Irantxe, jabutí, júma, kapixanã, karahawyana, karipuná, katawixi, katukína, Koaiá, kreye, mapidiano, matipuhy, mondé, ofayé, omagua, oro win, puruborá, sikiana, tariano, torá, tremembé, xetá, xipaya, etc. |
| Canadá         | abnaki occidental, bella coola, chinook wawa, haida norteño, haida sureño, haisla, kutenai, munsee, salish de los estrechos, sechelt, sekani, squamish, tagish, tahltan, tuscarora. |
| Chile          | kawésqar, selk' nam. |
| Colombia       | cabiyarí, tariano, tinigua, tororo, tunebo de Angosturas. |
| Costa Rica     | boruca. |
| Ecuador        | záparo. |
| El Salvador    | náhuat, lenca salvadoreño. |
| Estados Unidos | achumawi, ahtena, apache kiowa, apache lipan, arikara, atsugewi, caddo, cahuilla, chetco, chinook, chinook wawa, clallam, coeur d'Alene, coos, degexit'an, eyak, gros ventre, haida norteño, han, holikachuk, hupa, kalapuya, kansa, karok, kashaya, kawalisu, klamath-modoc, kuskokwim superior, kutenai, luiseño, lushootseed, maidu del nordeste, maidu del noroeste, mandan, menominee, miwok de la Sierra Central, miwok de los Lagos, miwok de la Sierra Norte, miwok de las Planicies, miwok de la Sierra Sur, mono, nisena, osage, panamint, pawnee, pomo central, pomo del sudeste, pomo del sur, quapaw, quileute, salish de los estrechos, serrano, tanacross, tanaina, bajo tanana, tolowa, tübatulabal, tuscarora, tututni, wasco-wishram, washo, wichita, wintu, yokuts, yuchi, yurok, etc. |
| Guatemala      | itza', lenguas xincas. |
| Guyana         | creole neerlandés berbice, mapidiano, mawayana. |
| Honduras       | tawahka, tol oriental, chortí. |
| México         | kiliwa, ocuilteco, matlatzinca, ópata, etc. |
| Nicaragua      | rama, miskito. |
| Panamá         | criollo francés de San Miguel, emberá. |
| Paraguay       | urbénico (criollo germánico-guaraní-español), chamacoco. |
| Perú           | achuar, aguaruna, arabela, bnora, cachuy, cahuarano, campa (campa ashéninca, campa caquinte y campa nomatisgüenga), candoshi, capanahua, kakataibo, cashinahua, chamicuro, chayahuita, cocama-cocamilla, culina, Ese eja, harakmbut, huambisa, Iñapari, iñanpi, Iquito, isconahua, Jébero, Machiguengua, Mashco Piro, Matsés–Mayoruna, muescha, muniche, ocaina, omagua, orejón, piro, Quechua del Napo, Quechua del Tigre, resígaro, secoya, sharpa, sharanahua, shipibo–konibo, shiwiar, taushiro, ticuna, urarina, yagua, yaminahua, cholón, kawki, jacaru. |
| Surinam        | akurio, sikiana |
| Venezuela      | añú, Arutani, mapoyo, pemón, sapé, sikiana, yabarana. |